# American Hockey League
Az American Hockey League (röviden AHL, franciául: Ligue américaine de hockey) egy professzionális jégkorongbajnokság az Amerikai Egyesült Államokban és Kanadában. A 2023–2024-es szezon rájátszásának győztese a Hershey Bears volt.

## Története
Az American Hockey League létrejötte a Canadian–American Hockey League és az International Hockey League bajnokságok összekötésével kezdődött meg 1936-ban. Mindkét ligában a csapatok száma lecsökkent 4-4-re, így a működésük folytatásának érdekében a két bajnokság csapatai egymás ellen mérkőztek meg az 1936-37-es szezonban. Az első szezon csapatai a Philadelphia Ramblers, a Springfield Indians, a Providence Reds, a New Haven Eagles, a Syracuse Stars, a Pittsburgh Hornets, Cleveland Falcons és a Buffalo Bisons voltak. Az első szezon közben a Buffalo Bisons csapata megszünt, így 7 csapatosra csökkent a közös bajnokság. A Canadian–American Hockey League és az International Hockey League elnökei 1938. június 28-án állapodtak meg a két ligának az összevonásáról, és így jött létre az International American Hockey League. Az 1938-39-es szezonra csatlakozott a ligához az Eastern Amateur Hockey League-ből érkező Hershey Bears, így újra 8 csapatosra bővítve a bajnokságot.
A ligához legutoljára csatlakozott csapat a Coachella Valley Firebirds volt 2022-ben.

### A liga vezetői
| Időszak           | Név                  |
| ----------------- | -------------------- |
| 1936 – 1952       | Maurice Podoloff     |
| 1952 – 1953       | Emory D. Jones       |
| 1953 – 1954       | John B. Sollenberger |
| 1954 – 1957       | John D. Chick        |
| 1957 – 1961       | Richard F. Canning   |
| 1961 – 1964       | James G. Balmer      |
| 1964 – 1966       | John T. Riley        |
| 1966 – 1994       | Jack A. Butterfield  |
| 1994 – 2020       | David A. Andrews     |
| 2020 – napjainkig | Scott Howson         |

## Lebonyolítás

### Alapszakasz
Az alapszakaszban 32 csapat vesz rész két konferenciába és négy divízióba rendezve. Mindegyik csapat 72 mérkőzést játszik.

### Rájátszás
A rájátszásba a 16 legtöbb pontot elérő csapat juthat be.

## Résztvevők

### Jelenlegi csapatok
| Divízió           | Csapat                         | Város                      | Aréna                            | Alapítva | Csatlakozva | NHL-partner           | ECHL-partner             |
| ----------------- | ------------------------------ | -------------------------- | -------------------------------- | -------- | ----------- | --------------------- | ------------------------ |
| Keleti főcsoport  |                                |                            |                                  |          |             |                       |                          |
| Atlanti-óceáni    | Bridgeport Islanders           | Bridgeport, Connecticut    | Total Mortgage Arena             | 2001     | 2001        | New York Islanders    | Worcester Railers        |
| Atlanti-óceáni    | Charlotte Checkers             | Charlotte, Észak-Karolina  | Bojangles Coliseum               | 1990     | 1990        | Florida Panthers      | Florida Everblades       |
| Atlanti-óceáni    | Hartford Wolf Pack             | Hartford, Connecticut      | XL Center                        | 1926     | 1936        | New York Rangers      | Jacksonville Icemen      |
| Atlanti-óceáni    | Hershey Bears                  | Hershey, Pennsylvania      | Giant Center                     | 1938     | 1938        | Washington Capitals   | South Carolina Stingrays |
| Atlanti-óceáni    | Lehigh Valley Phantoms         | Allentown, Pennsylvania    | PPL Center                       | 1996     | 1996        | Philadelphia Flyers   | Reading Royals           |
| Atlanti-óceáni    | Providence Bruins              | Providence, Rhode Island   | Amica Mutual Pavilion            | 1987     | 1987        | Boston Bruins         | Maine Mariners           |
| Atlanti-óceáni    | Springfield Thunderbirds       | Springfield, Massachusetts | MassMutual Center                | 1975     | 1981        | St. Louis Blues       | Nincs                    |
| Atlanti-óceáni    | Wilkes-Barre/Scranton Penguins | Wilkes-Barre, Pennsylvania | Mohegan Sun Arena at Casey Plaza | 1981     | 1981        | Pittsburgh Penguins   | Wheeling Nailers         |
| Északi            | Belleville Senators            | Belleville, Ontario        | CAA Arena                        | 1972     | 1972        | Ottawa Senators       | Allen Americans          |
| Északi            | Cleveland Monsters             | Cleveland, Ohio            | Rocket Mortgage FieldHouse       | 1994     | 2001        | Columbus Blue Jackets | Kalamazoo Wings          |
| Északi            | Laval Rocket                   | Laval, Québec              | Place Bell                       | 1969     | 1969        | Montréal Canadiens    | Trois-Rivières Lions     |
| Északi            | Rochester Americans            | Rochester, New York        | Blue Cross Arena                 | 1956     | 1956        | Buffalo Sabres        | Cincinnati Cyclones      |
| Északi            | Syracuse Crunch                | Syracuse, New York         | Upstate Medical University Arena | 1992     | 1992        | Tampa Bay Lightning   | Orlando Solar Bears      |
| Északi            | Toronto Marlies                | Toronto, Ontario           | Coca-Cola Coliseum               | 1978     | 1978        | Toronto Maple Leafs   | Newfoundland Growlers    |
| Északi            | Utica Comets                   | Utica, New York            | Adirondack Bank Center           | 1998     | 1998        | New Jersey Devils     | Adirondack Thunder       |
| Nyugati főcsoport |                                |                            |                                  |          |             |                       |                          |
| Központi          | Chicago Wolves                 | Rosemont, Illinois         | Allstate Arena                   | 1994     | 2001        | Carolina Hurricanes   | Norfolk Admirals         |
| Központi          | Grand Rapids Griffins          | Grand Rapids, Michigan     | Van Andel Arena                  | 1996     | 2001        | Detroit Red Wings     | Toledo Walleye           |
| Központi          | Iowa Wild                      | Des Moines, Iowa           | Wells Fargo Arena                | 1994     | 2001        | Minnesota Wild        | Iowa Heartlanders        |
| Központi          | Manitoba Moose                 | Winnipeg, Manitoba         | Canada Life Centre               | 1994     | 2001        | Winnipeg Jets         | Nincs                    |
| Központi          | Milwaukee Admirals             | Milwaukee, Wisconsin       | UW–Milwaukee Panther Arena       | 1970     | 2001        | Nashville Predators   | Nincs                    |
| Központi          | Rockford IceHogs               | Rockford, Illinois         | BMO Harris Bank Center           | 1995     | 1995        | Chicago Blackhawks    | Indy Fuel                |
| Központi          | Texas Stars                    | Cedar Park, Texas          | H-E-B Center at Cedar Park       | 1999     | 1999        | Dallas Stars          | Idaho Steelheads         |
| Csendes-óceáni    | Abbotsford Canucks             | Abbotsford, Brit-Kolumbia  | Abbotsford Centre                | 1932     | 1936        | Vancouver Canucks     | Nincs                    |
| Csendes-óceáni    | Bakersfield Condors            | Bakersfield, Kalifornia    | Mechanics Bank Arena             | 1984     | 1984        | Edmonton Oilers       | Fort Wayne Komets        |
| Csendes-óceáni    | Calgary Wranglers              | Calgary, Alberta           | Scotiabank Saddledome            | 1977     | 1977        | Calgary Flames        | Rapid City Rush          |
| Csendes-óceáni    | Coachella Valley Firebirds     | Thousand Palms, Kalifornia | Acrisure Arena                   | 2022     | 2022        | Seattle Kraken        | Kansas City Mavericks    |
| Csendes-óceáni    | Colorado Eagles                | Loveland, Colorado         | Budweiser Events Center          | 2003     | 2018        | Colorado Avalanche    | Utah Grizzlies           |
| Csendes-óceáni    | Henderson Silver Knights       | Henderson, Nevada          | Dollar Loan Center               | 1971     | 1971        | Vegas Golden Knights  | Savannah Ghost Pirates   |
| Csendes-óceáni    | Ontario Reign                  | Ontario, Kalifornia        | Toyota Arena                     | 2001     | 2001        | Los Angeles Kings     | Greenville Swamp Rabbits |
| Csendes-óceáni    | San Diego Gulls                | San Diego, Kalifornia      | Pechanga Arena                   | 2000     | 2000        | Anaheim Ducks         | Tulsa Oilers             |
| Csendes-óceáni    | San Jose Barracuda             | San Jose, Kalifornia       | Tech CU Arena                    | 1996     | 1996        | San Jose Sharks       | Wichita Thunder          |
| Csendes-óceáni    | Tucson Roadrunners             | Tucson, Arizona            | Tucson Convention Center         | 1994     | 1994        | Arizona Coyotes       | Atlanta Gladiators       |

## Bajnokok

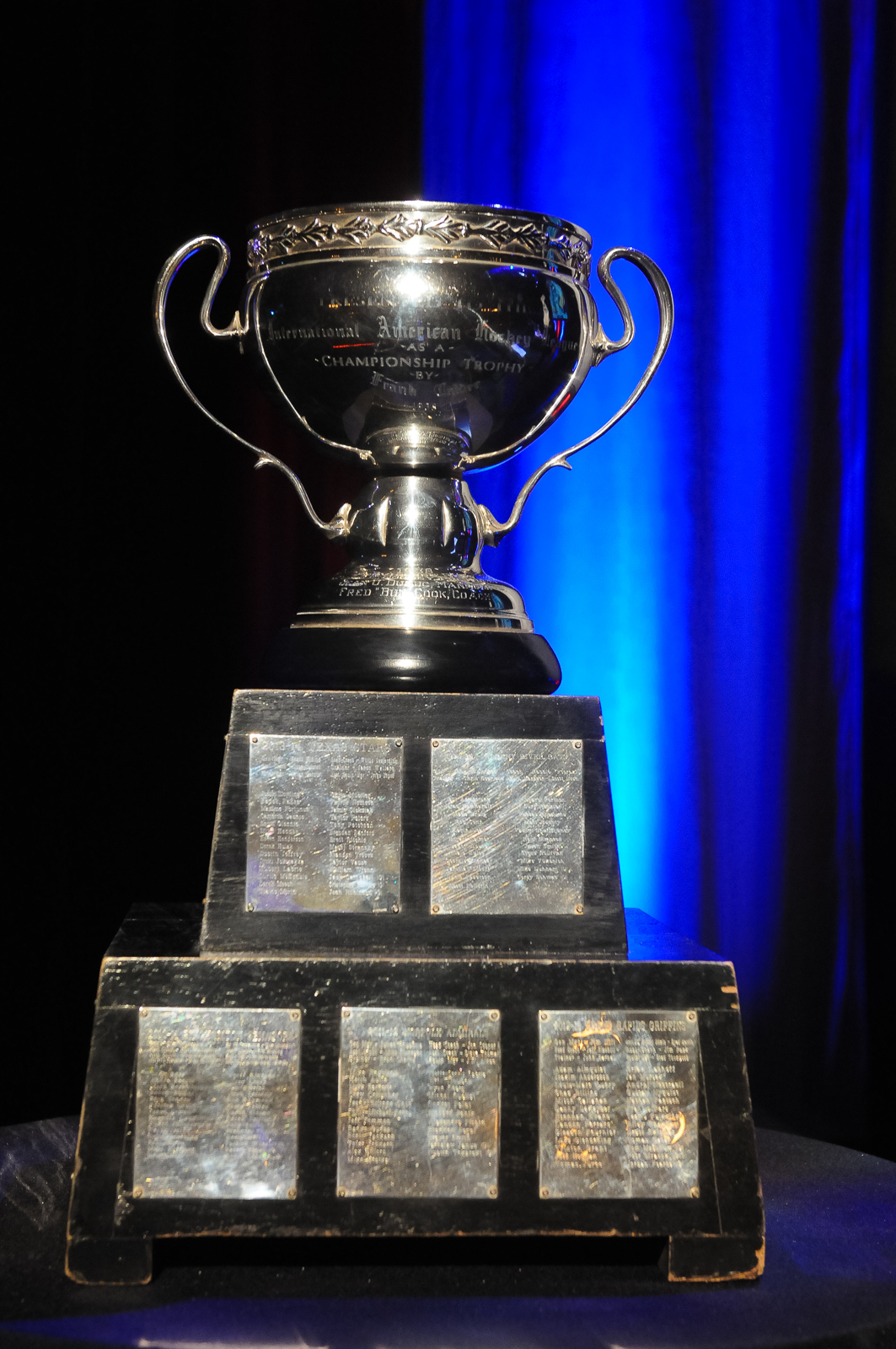
A rájátszássorozat győztesének trófeája, a Calder-kupa

| Szezon    | Győztes                                                      | Döntő végeredménye                                           | Döntős                                                       |
| --------- | ------------------------------------------------------------ | ------------------------------------------------------------ | ------------------------------------------------------------ |
| 1936–1937 | Syracuse Stars                                               | 3–1                                                          | Philadelphia Ramblers                                        |
| 1937–1938 | Providence Reds                                              | 3–1                                                          | Syracuse Stars                                               |
| 1938–1939 | Cleveland Barons                                             | 3–1                                                          | Philadelphia Ramblers                                        |
| 1939–1940 | Providence Reds                                              | 3–0                                                          | Pittsburgh Hornets                                           |
| 1940–1941 | Cleveland Barons                                             | 3–2                                                          | Hershey Bears                                                |
| 1941–1942 | Indianapolis Capitals                                        | 3–2                                                          | Hershey Bears                                                |
| 1942–1943 | Buffalo Bisons                                               | 3–0                                                          | Indianapolis Capitals                                        |
| 1943–1944 | Buffalo Bisons                                               | 4–0                                                          | Cleveland Barons                                             |
| 1944–1945 | Cleveland Barons                                             | 4–2                                                          | Hershey Bears                                                |
| 1945–1946 | Buffalo Bisons                                               | 4–3                                                          | Cleveland Barons                                             |
| 1946–1947 | Hershey Bears                                                | 4–3                                                          | Pittsburgh Hornets                                           |
| 1947–1948 | Cleveland Barons                                             | 4–0                                                          | Buffalo Bisons                                               |
| 1948–1949 | Providence Reds                                              | 4–3                                                          | Hershey Bears                                                |
| 1949–1950 | Indianapolis Capitals                                        | 4–0                                                          | Cleveland Barons                                             |
| 1950–1951 | Cleveland Barons                                             | 4–3                                                          | Buffalo Bisons                                               |
| 1951–1952 | Pittsburgh Hornets                                           | 4–2                                                          | Providence Reds                                              |
| 1952–1953 | Cleveland Barons                                             | 4–3                                                          | Pittsburgh Hornets                                           |
| 1953–1954 | Cleveland Barons                                             | 4–2                                                          | Hershey Bears                                                |
| 1954–1955 | Pittsburgh Hornets                                           | 4–2                                                          | Buffalo Bisons                                               |
| 1955–1956 | Providence Reds                                              | 4–0                                                          | Cleveland Barons                                             |
| 1956–1957 | Cleveland Barons                                             | 4–1                                                          | Rochester Americans                                          |
| 1957–1958 | Hershey Bears                                                | 4–2                                                          | Springfield Indians                                          |
| 1958–1959 | Hershey Bears                                                | 4–2                                                          | Buffalo Bisons                                               |
| 1959–1960 | Springfield Indians                                          | 4–1                                                          | Rochester Americans                                          |
| 1960–1961 | Springfield Indians                                          | 4–0                                                          | Hershey Bears                                                |
| 1961–1962 | Springfield Indians                                          | 4–1                                                          | Buffalo Bisons                                               |
| 1962–1963 | Buffalo Bisons                                               | 4–3                                                          | Hershey Bears                                                |
| 1963–1964 | Cleveland Barons                                             | 4–0                                                          | Quebec Aces                                                  |
| 1964–1965 | Rochester Americans                                          | 4–1                                                          | Hershey Bears                                                |
| 1965–1966 | Rochester Americans                                          | 4–2                                                          | Cleveland Barons                                             |
| 1966–1967 | Pittsburgh Hornets                                           | 4–0                                                          | Rochester Americans                                          |
| 1967–1968 | Rochester Americans                                          | 4–2                                                          | Quebec Aces                                                  |
| 1968–1969 | Hershey Bears                                                | 4–1                                                          | Quebec Aces                                                  |
| 1969–1970 | Buffalo Bisons                                               | 4–0                                                          | Springfield Kings                                            |
| 1970–1971 | Springfield Kings                                            | 4–0                                                          | Providence Reds                                              |
| 1971–1972 | Nova Scotia Voyageurs                                        | 4–2                                                          | Baltimore Clippers                                           |
| 1972–1973 | Cincinnati Swords                                            | 4–1                                                          | Nova Scotia Voyageurs                                        |
| 1973–1974 | Hershey Bears                                                | 4–1                                                          | Providence Reds                                              |
| 1974–1975 | Springfield Kings                                            | 4–1                                                          | New Haven Nighthawks                                         |
| 1975–1976 | Nova Scotia Voyageurs                                        | 4–1                                                          | Hershey Bears                                                |
| 1976–1977 | Nova Scotia Voyageurs                                        | 4–2                                                          | Rochester Americans                                          |
| 1977–1978 | Maine Mariners                                               | 4–1                                                          | New Haven Nighthawks                                         |
| 1978–1979 | Maine Mariners                                               | 4–0                                                          | New Haven Nighthawks                                         |
| 1979–1980 | Hershey Bears                                                | 4–2                                                          | New Brunswick Hawks                                          |
| 1980–1981 | Adirondack Red Wings                                         | 4–2                                                          | Maine Mariners                                               |
| 1981–1982 | New Brunswick Hawks                                          | 4–1                                                          | Binghamton Whalers                                           |
| 1982–1983 | Rochester Americans                                          | 4–0                                                          | Maine Mariners                                               |
| 1983–1984 | Maine Mariners                                               | 4–1                                                          | Rochester Americans                                          |
| 1984–1985 | Sherbrooke Canadiens                                         | 4–2                                                          | Baltimore Skipjacks                                          |
| 1985–1986 | Adirondack Red Wings                                         | 4–2                                                          | Hershey Bears                                                |
| 1986–1987 | Rochester Americans                                          | 4–3                                                          | Sherbrooke Canadiens                                         |
| 1987–1988 | Hershey Bears                                                | 4–0                                                          | Fredericton Express                                          |
| 1988–1989 | Adirondack Red Wings                                         | 4–1                                                          | New Haven Nighthawks                                         |
| 1989–1990 | Springfield Indians                                          | 4–2                                                          | Rochester Americans                                          |
| 1990–1991 | Springfield Indians                                          | 4–2                                                          | Rochester Americans                                          |
| 1991–1992 | Adirondack Red Wings                                         | 4–3                                                          | St. John's Maple Leafs                                       |
| 1992–1993 | Cape Breton Oilers                                           | 4–1                                                          | Rochester Americans                                          |
| 1993–1994 | Portland Pirates                                             | 4–2                                                          | Moncton Hawks                                                |
| 1994–1995 | Albany River Rats                                            | 4–0                                                          | Fredericton Canadiens                                        |
| 1995–1996 | Rochester Americans                                          | 4–3                                                          | Portland Pirates                                             |
| 1996–1997 | Hershey Bears                                                | 4–1                                                          | Hamilton Bulldogs                                            |
| 1997–1998 | Philadelphia Phantoms                                        | 4–2                                                          | Saint John Flames                                            |
| 1998–1999 | Providence Bruins                                            | 4–1                                                          | Rochester Americans                                          |
| 1999–2000 | Hartford Wolf Pack                                           | 4–2                                                          | Rochester Americans                                          |
| 2000–2001 | Saint John Flames                                            | 4–2                                                          | Wilkes-Barre–Scranton Penguins                               |
| 2001–2002 | Chicago Wolves                                               | 4–1                                                          | Bridgeport Sound Tigers                                      |
| 2002–2003 | Houston Aeros                                                | 4–3                                                          | Hamilton Bulldogs                                            |
| 2003–2004 | Milwaukee Admirals                                           | 4–0                                                          | Wilkes-Barre–Scranton Penguins                               |
| 2004–2005 | Philadelphia Phantoms                                        | 4–0                                                          | Chicago Wolves                                               |
| 2005–2006 | Hershey Bears                                                | 4–2                                                          | Milwaukee Admirals                                           |
| 2006–2007 | Hamilton Bulldogs                                            | 4–1                                                          | Hershey Bears                                                |
| 2007–2008 | Chicago Wolves                                               | 4–2                                                          | Wilkes-Barre–Scranton Penguins                               |
| 2008–2009 | Hershey Bears                                                | 4–2                                                          | Manitoba Moose                                               |
| 2009–2010 | Hershey Bears                                                | 4–2                                                          | Texas Stars                                                  |
| 2010–2011 | Binghamton Senators                                          | 4–2                                                          | Houston Aeros                                                |
| 2011–2012 | Norfolk Admirals                                             | 4–0                                                          | Toronto Marlies                                              |
| 2012–2013 | Grand Rapids Griffins                                        | 4–2                                                          | Syracuse Crunch                                              |
| 2013–2014 | Texas Stars                                                  | 4–1                                                          | St. John's IceCaps                                           |
| 2014–2015 | Manchester Monarchs                                          | 4–1                                                          | Utica Comets                                                 |
| 2015–2016 | Cleveland Monsters                                           | 4–0                                                          | Hershey Bears                                                |
| 2016–2017 | Grand Rapids Griffins                                        | 4–2                                                          | Syracuse Crunch                                              |
| 2017–2018 | Toronto Marlies                                              | 4–3                                                          | Texas Stars                                                  |
| 2018–2019 | Charlotte Checkers                                           | 4–1                                                          | Chicago Wolves                                               |
| 2019–2020 | A Covid19-járvány miatt nem fejezték be a rájátszássorozatot | A Covid19-járvány miatt nem fejezték be a rájátszássorozatot | A Covid19-járvány miatt nem fejezték be a rájátszássorozatot |
| 2020–2021 | A Covid19-járvány miatt nem játszottak a rájátszásban        | A Covid19-járvány miatt nem játszottak a rájátszásban        | A Covid19-járvány miatt nem játszottak a rájátszásban        |
| 2021–2022 | Chicago Wolves                                               | 4–1                                                          | Springfield Thunderbirds                                     |
| 2022–2023 | Hershey Bears                                                | 4–3                                                          | Coachella Valley Firebirds                                   |
| 2023–2024 | Hershey Bears                                                | 4–2                                                          | Coachella Valley Firebirds                                   |

## All-Star Game
| Időpont            | Sportpálya                            | Város                               | Győztes             | Eredmény    | Döntős             |
| ------------------ | ------------------------------------- | ----------------------------------- | ------------------- | ----------- | ------------------ |
| 1942. február 3.   | Cleveland Arena                       | Cleveland, Ohio                     | East All-Stars      | 5-4         | West All-Stars     |
| 1954. október 27.  | Hershey Sports Arena                  | Hershey, Pennsylvania               | AHL All-Stars       | 7–3         | Cleveland Barons   |
| 1956. január 10.   | Duquesne Gardens                      | Pittsburgh, Pennsylvania            | AHL All-Stars       | 4-4         | Pittsburgh Hornets |
| 1956. október 23.  | Rhode Island Auditorium               | Providence, Rhode Island            | Providence Reds     | 4-0         | AHL All-Stars      |
| 1957. október 6.   | Rochester Community War Memorial      | Rochester, New York                 | AHL All-Stars       | 5–2         | Cleveland Barons   |
| 1959. január 15.   | Hershey Sports Arena                  | Hershey, Pennsylvania               | Hershey Bears       | 5–2         | AHL All-Stars      |
| 1959. december 10. | Eastern States Coliseum               | West Springfield, Illinois          | Springfield Indians | 8–3         | AHL All-Stars      |
| 1995. január 17.   | Providence Civic Center               | Providence, Rhode Island            | Kanada              | 6–4         | USA                |
| 1996. január 16.   | Hersheypark Arena                     | Hershey, Pennsylvania               | USA                 | 6–5         | Kanada             |
| 1997. január 16.   | Harbour Station                       | Saint John, Új-Brunswick            | Világ               | 3–2 (b.u.)  | Kanada             |
| 1998. január 11.   | Onondaga County War Memorial Arena    | Syracuse, New York                  | Kanada              | 11–10       | PlanetUSA          |
| 1999. január 25.   | First Union Center                    | Philadelphia, Pennsylvania          | PlanetUSA           | 5–4 (b.u.)  | Kanada             |
| 2000. január 17.   | Blue Cross Arena                      | Rochester, New York                 | Kanada              | 8–3         | PlanetUSA          |
| 2001. január 15.   | First Union Arena at Casey Plaza      | Wilkes-Barre, Pennsylvania          | Kanada              | 11–10       | PlanetUSA          |
| 2002. január 14.   | Mile One Stadium                      | St. John’s, Új-Fundland és Labrador | Kanada              | 13–11       | PlanetUSA          |
| 2003. február 3.   | Cumberland County Civic Center        | Portland, Maine                     | Kanada              | 10-7        | PlanetUSA          |
| 2004. február 9.   | Van Andel Arena                       | Grand Rapids, Michigan              | Kanada              | 9–5         | PlanetUSA          |
| 2005. február 14.  | Verizon Wireless Arena                | Manchester, New Hampshire           | PlanetUSA           | 5–4         | Kanada             |
| 2006. február 1.   | MTS Centre                            | Winnipeg, Manitoba                  | Kanada              | 9–4         | PlanetUSA          |
| 2007. február 29.  | Ricoh Coliseum                        | Toronto, Ontario                    | PlanetUSA           | 7–6         | Kanada             |
| 2008. január 28.   | Broome County Veterans Memorial Arena | Binghamton, New York                | Kanada              | 9–8 (b.u.)  | PlanetUSA          |
| 2009. január 26.   | DCU Center                            | Worcester, Massachusetts            | PlanetUSA           | 14–11       | Kanada             |
| 2010. január 19.   | Cumberland County Civic Center        | Portland, Maine                     | Kanada              | 10–9 (b.u.) | PlanetUSA          |
| 2011. január 31.   | Giant Center                          | Hershey, Pennsylvania               | East All-Stars      | 11–8        | West All-Stars     |
| 2012. január 30.   | Boardwalk Hall                        | Atlantic City, New Jersey           | West All-Stars      | 8–7 (b.u.)  | East All-Stars     |
| 2013. január 28.   | Dunkin' Donuts Center                 | Providence, Rhode Island            | West All-Stars      | 7-6         | East All-Stars     |
| 2014. február 12.  | Mile One Centre                       | St. John’s, Új-Fundland és Labrador | AHL All-Stars       | 7–2         | Färjestad BK       |
| 2015. január 26.   | Utica Memorial Auditorium             | Utica, New York                     | West All-Stars      | 14-12       | East All-Stars     |
| 2016. február 1.   | Oncenter War Memorial Arena           | Syracuse, New York                  | Central Division    | 4-0         | Atlantic Division  |
| 2017. január 30.   | PPL Center                            | Allentown, Pennsylvania             | Central Division    | 1–0 (b.u.)  | Atlantic Division  |
| 2018. január 29.   | Utica Memorial Auditorium             | Utica, New York                     | North Division      | 1-0         | Pacific Division   |
| 2019. január 28.   | MassMutual Center                     | Springfield, Massachusetts          | North Division      | 1–0 (b.u.)  | Atlantic Division  |
| 2020. január 27.   | Toyota Arena                          | Ontario, Kalifornia                 | Atlantic Division   | 3-1         | Central Division   |
| 2023. február 6.   | Place Bell                            | Laval, Québec                       | Pacific Division    | 1-0         | Atlantic Division  |
| 2024. február 5.   | Tech CU Arena                         | San José, Kalifornia                | Pacific Division    | 3-2         | Atlantic Division  |

## Nézettség
| Szezon  | Átlagos nézőszám |
| ------- | ---------------- |
| 2021-22 | 4652             |
| 2022-23 | 5547             |
| 2023-24 | 5861             |
| 2024-25 | 5841             |